# Gestión de la atención

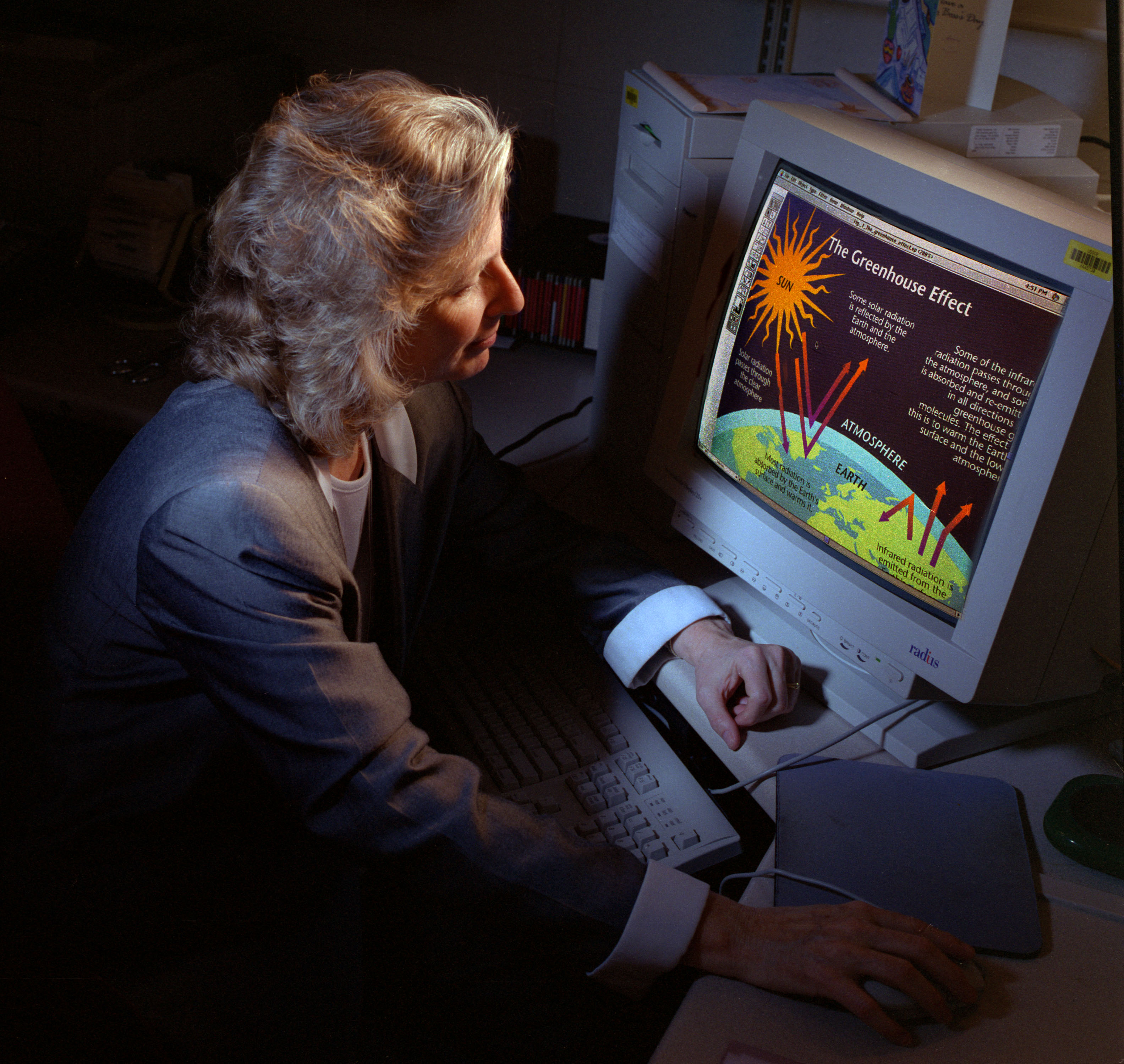
Una persona presta atención a una explicación sobre el efecto invernadero.

La gestión de la atención es el empleo de los conocimientos experimentales para conseguir que una persona (o grupo de personas) preste atención a algo y la mantenga a corto o medio plazo.
Una persona puede gestionar la atención de otras, o bien puede gestionar su propia atención. La capacidad de una persona para controlar las distracciones y mantenerse centrada es esencial para producir resultados de mayor calidad. Una investigación realizada por Stanford muestra que la monotarea es más eficaz y productiva que la multitarea. Se han realizado diferentes estudios sobre el uso de las tecnologías de la información y la comunicación (TIC) para apoyar la atención y, en particular, se han elaborado modelos para apoyar la atención.

## Antecedentes
La gestión de la atención se hace necesaria porque existe escasez de atención. El investigador Herbert Alexander Simon señaló que, cuando existe una gran disponibilidad de información, la atención se convierte en el recurso más escaso, ya que el ser humano no puede digerir toda esa información.
Fundamentalmente, la atención está limitada por la capacidad de procesamiento del cerebro. Aplicando la teoría de la información, el psicólogo húngaro-estadounidense Mihály Csíkszentmihályi y el ingeniero Robert Lucky estiman que la capacidad de procesamiento de la mente consciente humana en alrededor de 120 bits por segundo. Escuchar hablar a una persona requiere alrededor de 60 bits por segundo. Esto implica que una persona apenas puede captar lo que dicen otras 2 si hablan al mismo tiempo.
Según el fisiólogo alemán Manfred Zimmermann, el sistema sensorial humano puede captar información a una velocidad mucho mayor: estima una capacidad de canal de 10 millones de bits/s solo para los ojos, 1 millón de bits/s para la piel y 100 000 bits/s para el canal auditivo. Pero la percepción consciente solo puede cubrir una pequeña fracción de estas cantidades. En consecuencia, el cerebro necesita emplear filtros para determinar la información más importante que debe procesarse. La mayoría de estos procesos de filtrado ocurren automática e inconscientemente.
Las limitaciones de la capacidad de atención se revelan en muchos contextos, por ejemplo, cuando se habla por teléfono mientras se conduce. Se ha demostrado que el cambio de alta frecuencia resultante entre el procesamiento de la entrada visual y auditiva restringe el reconocimiento de información importante; las reacciones de los conductores ante los automóviles que frenan frente a ellos se ven afectadas, al igual que el recuerdo de las vallas publicitarias en las carreteras.
La atención también está limitada por los recursos disponibles para las neuronas en el cerebro que permiten a los humanos mantenerse centrados, ya que toda la información procesada contribuye a la fatiga mental. Las estimaciones sugieren que la entrada de información diaria de un estadounidense en 2011 fue cinco veces mayor que la de 1986. Por lo tanto, según Maura Thomas, la gestión de la atención es la habilidad más importante para el siglo XXI (esto es una opinión de esta señora; ver en Habilidades del siglo XXI las habilidades que otras personas consideran más significativas). 
Con la revolución digital, la llegada de Internet y los dispositivos de comunicación, la gestión del tiempo ya no es suficiente para garantizar una buena calidad del trabajo. Asignar tiempo para realizar una actividad no significa que recibirá atención si surgen interrupciones y distracciones constantes. Por lo tanto, las personas además de preocuparse por la gestión del tiempo, deberían tener en cuenta la gestión de la atención.
Además de las implicaciones en el trabajo y la productividad, la gestión de la atención también se puede aplicar con respecto a otras áreas como la felicidad. El científico conductista británico Paul Dolan identifica la asignación de atención como un componente clave para mejorar el bienestar personal. Los eventos de la vida solo afectan al individuo en la medida en que les presta atención; las enfermedades se perciben como peores si son más notorias y exponen repetidamente a una persona a nuevos estímulos negativos. En consecuencia, que la persona gestione su atención y se centre en las cosas que la hacen feliz es uno de los enfoques de Dolan hacia una mayor felicidad.

## Problemas de atención
El objetivo de la gestión de la atención es aportar soluciones a los problemas de atención. Algunos de estos problemas son:
- limitaciones cognitivas de la percepción de las personas: como la limitada capacidad de la memoria humana a corto plazo (se puede manejar un número promedio de 4 elementos[14] en un momento dado), o el límite cognitivo teórico al número de personas con las que uno puede mantener relaciones sociales estables (el número de Dunbar de 150).
- sobrecarga informativaː absorber demasiada información inhibe la toma de decisiones.
- sobrecarga de interacción social (que, por ejemplo, puede originarse en las de redes sociales en línea, si la persona recibe muchas solicitudes)
- interrupcionesː esto tiene un costo significativo en la atención. Según Tabboush, las personas que son interrumpidas o distraídas por el dolor crónico obtienen resultados significativamente peores en las tareas de atención.[15]
- multitarea[16]ː la multitarea afecta significativamente a la atención, pero según las circunstancias. En algunos casos, la multitarea de dos actividades como caminar y respirar es connatural a la persona, y si alguien tiene práctica realizando varias tareas simultáneamente, la multitarea también aumentaría la productividad. Sin embargo, Caid, Johnston, Willness, Asbridge y Steel han realizado un metanálisis que indica que la multitarea de enviar mensajes de texto y conducir resulta en una atención más deficiente.[17]
- residuo de atención (cambio de contexto): una persona necesita abandonar por completo una tarea para concentrarse totalmente en otra. Sin embargo, los humanos experimentan dificultades para trasladar totalmente su atención entre múltiples actividades[18] (antes de concentrarse totalmente en la nueva actividad, la mente se puede quedar unos segundos o minutos pensando en la anterior).

## Aplicaciones

### Distraerse del dolor
La gestión de la atención puede desempeñar un papel clave para ayudar a las personas a manejar el dolor, porque les enseña a enfocar su atención en algo distinto mientras experimentan un dolor agudo. Así sufren menos por ese dolor. Sin embargo, esto debe hacerse estratégicamente, ya que el factor más importante para que una actividad distraiga a un individuo es que le resulte atractiva e interesante. A unos individuos les gustan unas actividades, y a otros, otras distintas. Por tanto, para utilizar este método, hay que adaptarlo a cada paciente. 
Por ejemplo, si una persona habitualmente tiene dificultades con la lectura, darle un libro a esa persona no sería una buena distracción cuando sufre dolor. Según un estudio realizado por Jameson, Trevena y Swain, los participantes que sufrieron dolor al sumergir una de sus manos en agua helada pudieron lidiar con este dolor por más tiempo, informaron menos dolor y menos ansiedad cuando estaban jugando a videojuegos que si estaban viendo la televisión o sin hacer nada. Este estudio apoya la afirmación de que participar en algo atractivo e interesante ayudará a distraerse de un estímulo doloroso o incómodo.

### Entrenamiento en atención plena
El entrenamiento en atención plena (mindfulness) puede ser útil en el manejo de la atención. Se hizo famoso en la década de 1970 por la reducción del estrés basada en la atención plena del profesor Jon Kabat-Zinn. Esta reducción es un intenso programa de entrenamiento para ayudar a los estudiantes a comprender y regular sus emociones y patrones de comportamiento. Este tipo de capacitación es útil para que las personas sean más conscientes de en qué se están centrando. Según un estudio de Jensen, Vangkilde, Frokjaer y Hasselbalch, el entrenamiento de atención plena es mucho más eficaz para reducir el estrés que el entrenamiento sin atención plena, es decir, el entrenamiento de relajación. El estudio también halló que quienes habían participado en el entrenamiento de atención plena mostraban un mejor desempeño en las tareas de atención.

## Estrategias
Se pueden diseñar herramientas para apoyar la atención.
- a nivel organizacional, apoyando los procesos de la organización.[22]
- a nivel colectivo
- a nivel individual, por ejemplo utilizando interfaces de usuario que gestionan la atención[23][24][25] evitando las notificaciones cuando el usuario está concentrado
- también a nivel individual ayudando a las personas a evaluar y analizar sus prácticas relacionadas con la atención (por ejemplo, con la herramienta AttentionScape)[26]

Estas herramientas suelen ser hipermedia adaptativas y, a menudo, se basan en perfilar al usuario para determinar cómo fomentar su atención.
La investigación distingue entre las reacciones autónomas a los estímulos sensoriales (impulsadas por estímulos) y el enfoque deliberado de la atención (impulsado por objetivos). En consecuencia, la gestión de la atención puede basarse en la alteración de factores externos (reducción de las distracciones) e internos (establecimiento y refuerzo de objetivos).

### Factores externos
Las estrategias de gestión de la atención suelen incluir la minimización de las interrupciones, ya que diversas pruebas sugieren que eliminarlas aumenta la productividad. Por ejemplo, una serie de estudios ha demostrado que la productividad en el lugar de trabajo es generalmente mayor en los días con mal tiempo, debido a la ausencia de pensamientos que distraen sobre las actividades al aire libre que se realizan cuando hace buen tiempo. Estos desvíos de la atención pueden resultar en estrés y menor rendimiento. La investigación ha demostrado que las interrupciones pueden aumentar el tiempo que se necesita para completar una tarea, duplicar la tasa de error y aumentar la molestia del individuo. También se ha demostrado que contribuyen a una mayor ansiedad.
Las notificaciones de los dispositivos electrónicos son algunos de los estímulos externos más comunes que causan distracción, y los estudios indican que la presión social conduce con frecuencia a que se haga caso inmediatamente a estas interrupciones, abandonando momentáneamente la tarea en la que se está inmerso. Por lo tanto, la gestión de la atención se considera un campo de creciente importancia en la computación ubicua (la idea de que las personas están todo el tiempo con un computador a mano, ya sea un ordenador de sobremesa o un teléfono inteligente) y el diseño de aplicaciones. Los sistemas de gestión de la atención digital que utilizan el aprendizaje automático reconocen las fases en las que las interrupciones son contraproducentes para el usuario y retrasan las notificaciones.
En general también es posible que el usuario, manualmente, configure las notificaciones, ya en la propia aplicación (Facebook, Instagram), ya en su dispositivo móvil.
Además de utilizar sistemas digitales, las estrategias que minimizan las interrupciones y la información irrelevante también pueden incorporar recursos humanos en forma de secretarias, consultores y otros empleados de asistencia; esta es una práctica común observable en los altos niveles ejecutivos de las empresas y en la política.

### Factores internos
Un objetivo del manejo de la atención es alcanzar el nivel más alto de atención en una tarea, un estado ampliamente conocido como flujo, en el que la tarea se desarrolla eficazmente, a gran velocidad y de manera muy satisfactoria para la persona. El término, acuñado por Mihaly Csikszentmihalyi, describe un estado de plena participación en una tarea, esencialmente un nivel de absorción en el que el individuo se olvida de todo menos de la actividad actual, incluso de su propia existencia; toda la capacidad de procesamiento consciente se dedica a la tarea. La característica de ese estado es la motivación intrínseca subyacente; mantenerse centrado aparentemente no requiere ninguna energía adicional y uno experimenta la motivación para realizar la actividad simplemente por el bien de la actividad en sí.
En consecuencia, el psicólogo Adam Grant considera que inducir la motivación es una parte integral del manejo de la atención. En su opinión, centrarse en la información esencial se puede apoyar encontrando la motivación subyacente y descubriendo la fascinación y el significado de la tarea en cuestión.

## Proyectos
Se han llevado a cabo una serie de proyectos para investigar cómo utilizar las TIC para apoyar la atención, tales como:
- AtGentive: agentes atentos para estudiantes colaborativos
- SAKE: administración electrónica ágil basada en el conocimiento habilitada para la semántica (IST 027128)
- SUITOR[33]